# Pregrado
Se llaman estudios de pregrado a los estudios superiores hasta el título de grado. Son necesarios, aunque no siempre suficientes, para poder acceder a los estudios de posgrado.
Su objetivo es preparar al estudiante para el desempeño de ocupaciones en áreas específicas, para el ejercicio de una ocupación o disciplina determinada, de naturaleza técnica, tecnológica o científica o en el área de humanidades, las artes y la filosofía entre muchas otras disciplinas. También son programas de pregrado los de naturaleza multidisciplinaria, conocidos también como estudios de artes liberales, que comprenden los estudios generales en ciencias, artes o humanidades, con énfasis en algunas disciplinas que forman parte de dichos campos.

## Títulos académicos de pregrado
Existe una amplia variedad de titulaciones de pregrado en los diferentes países del mundo. Cada titulación es diferente en cuanto a duración y exigencias, pero todas ellas son previas a los estudios de posgrado (máster y doctorado). 
- Grado de asociado
- Diplomatura
- Arquitectura Técnica
- Ingeniería Técnica
- Grado
- Licenciatura

## Brasil

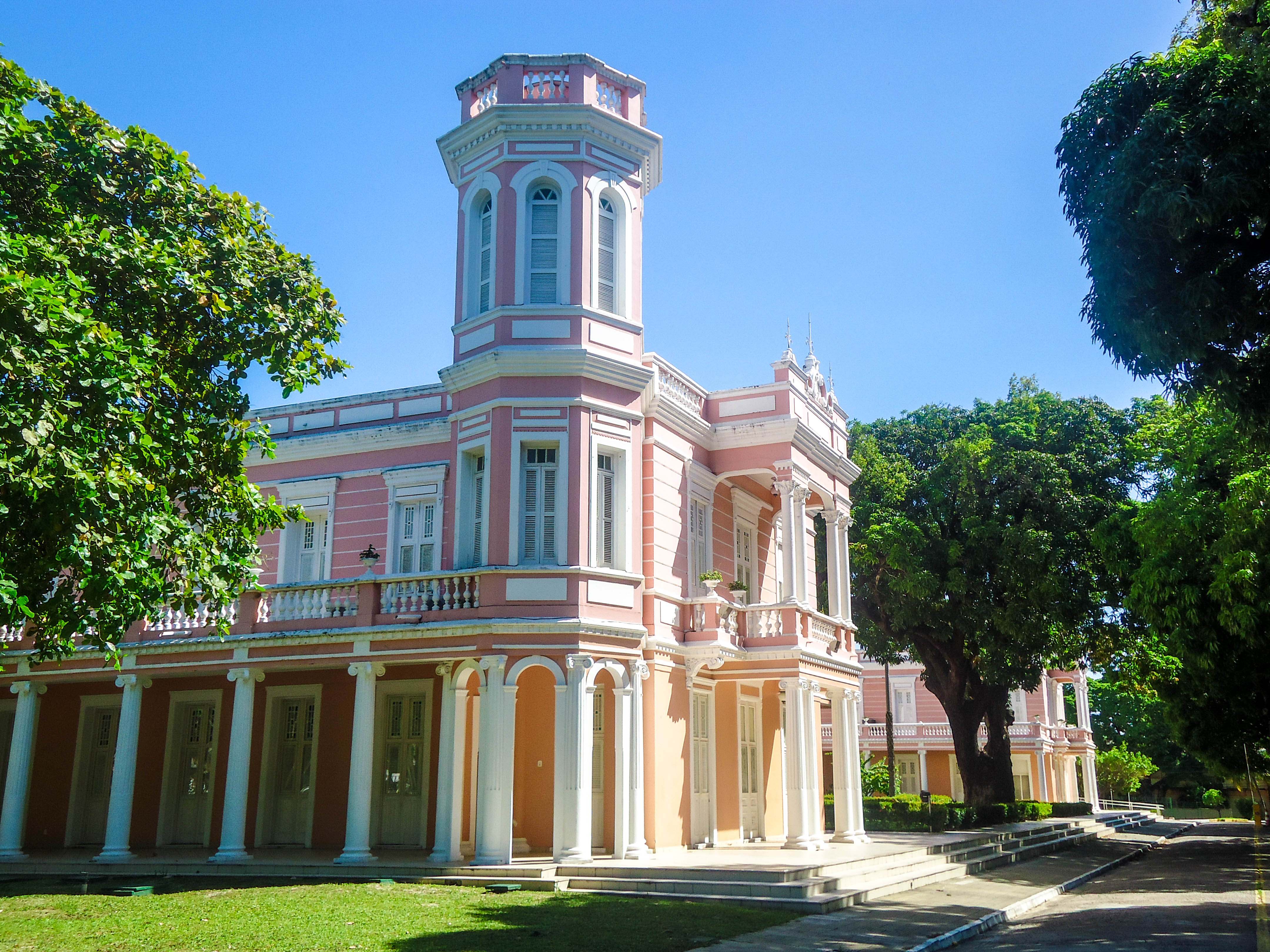
Universidad Federal de Ceará

Brasil sigue los rasgos principales del sistema europeo continental; las escuelas públicas gratuitas están disponibles desde el jardín de infancia hasta la posgrado, tanto como un derecho establecido en el artículo 6, de la Constitución brasileña, como un deber del Estado en el artículo 208, incisos I, IV y V, de la Constitución brasileña. Los estudiantes eligen su curso específico de estudios antes de ingresar a la universidad. La admisión a la universidad se obtiene mediante un examen de acceso competitivo conocido como vestibular (un concepto algo similar al Baccalauréat en Francia). Un sistema posterior introducido en 2009, adoptado por la mayoría de las universidades federales, utiliza el resultado del examen nacional de la escuela secundaria (ENEM) como parte o en reemplazo del grado Vestibular. Dependiendo del curso elegido, al graduarse se otorga al estudiante: un diploma de tecnólogo, 3 años para completar, un título de licenciatura, que generalmente toma 4 o, en el caso de Derecho, Veterinaria, Geología e Ingeniería, 5 años para completar; o un diploma profesional, que normalmente requiere 5 o, en el caso de medicina, 6 años para completarlo.